# Cheiloneuromyia planchoniae
Cheiloneuromyia planchoniae är en stekelart som först beskrevs av Howard 1896.  Cheiloneuromyia planchoniae ingår i släktet Cheiloneuromyia och familjen sköldlussteklar. Inga underarter finns listade i Catalogue of Life.